# Агафонов, Алексей Николаевич
Алексе́й Никола́евич Агафо́нов (22 октября 1921 г., село Ивашевка, Сызранский уезд, Симбирская губерния, ныне в составе Сызранского района Самарской области – 24 ноября 1989 г., Москва) – советский политработник Вооружённых Сил, генерал-полковник (7.05.1986).

## Биография
Родился в крестьянской семье. Русский.
Был призван в Красную Армию в сентябре 1939 года. В июле 1941 года окончил Новосибирское военно-пехотное училище. С июля 1941 года служил в 1-м Тюменском военно-пехотном училище: командир взвода и командир роты курсантов. В августе 1949 года был направлен на учёбу.
В 1953 году окончил Военно-политическую академию имени В. И. Ленина. С августа 1953 года — заместитель командира по политической части 143-го гвардейского стрелкового полка 48-й гвардейской стрелковой дивизии 28-й армии, Белорусский военный округ. С марта 1955 года служил советником заместителя по политической части командира полка Казарменной Народной полиции в Германской Демократической Республике. С апреля 1956 года — заместитель командира по политической части 152-го гвардейского стрелкового полка 50-й гвардейской стрелковой дивизии 28-й армии Белорусского военного округа (Брест). С сентября 1956 года – заместитель начальника политотдела 50-й гвардейской стрелковой дивизии 28-й армии (Гродно). С февраля 1960 года – начальник организационно-инструкторского отделения политического отдела 28-й армии, с марта 1961 – старший инспектор политотдела 28-й армии. С октября 1961 года — начальник политотдела 55-й стрелковой дивизии (вскоре переименована в 30-ю гвардейскую стрелковую дивизию) 28-й армии (Гродно). С апреля 1966 – начальник отдела организационно-партийной работы политического управления Белорусского военного округа.
С мая 1968 года – первый заместитель начальника политического отдела 12-го Главного управления Министерства обороны СССР. С июля 1970 года – член Военного Совета – начальник политического отдела 53-й ракетной армии (штаб армии – Чита). В 1973 году окончил академические курсы  усовершенствования политического состава при Военно-политической академии имени В.И. Ленина. С апреля 1974 года —  начальник отдела организационно-партийной работы политического управления Ракетных войск стратегического назначения.
С июня 1975 года дальнейшая служба проходила в  Главном политическом управлении Советской Армии и Военно-Морского Флота: заместитель начальника управления – начальник инспекции управления организационно-партийной работы, с апреля 1979 — начальник управления кадров. С ноября 1984 по январь 1989 года – начальник политического отдела Генерального штаба Вооружённых Сил СССР. С января 1989 года – в распоряжении начальника Генерального штаба Вооружённых Сил СССР. В сентябре 1989 года был уволен из кадров Советской Армии в отставку, и всего через 2 месяца скончался.
Член КПСС декабря 1942 года.
Похоронен на Кунцевском кладбище.

## Награды
- орден Октябрьской Революции
- три ордена Красной Звезды
- орден «Знак Почёта»
- Медаль «За боевые заслуги»
- Медаль «За воинскую доблесть. В ознаменование 100-летия со дня рождения В.И. Ленина»
- Медаль «За отличие в охране государственной границы СССР»
- Медаль «За победу над  Германией в Великой Отечественной войне 1941—1945 гг.»
- Юбилейная медаль «Двадцать лет Победы в Великой Отечественной войне 1941—1945 гг.»
- Юбилейная медаль «Тридцать лет Победы в Великой Отечественной войне 1941—1945 гг.»
- Юбилейная медаль «Сорок лет Победы в Великой Отечественной войне 1941—1945 гг.»
- Медаль «Ветеран Вооружённых Сил СССР»
- Медаль «За укрепление боевого содружества»
- Юбилейная медаль «30 лет Советской Армии и Флота»
- Юбилейная медаль «40 лет Вооружённых Сил СССР»
- Юбилейная медаль «50 лет Вооружённых Сил СССР»
- Юбилейная медаль «60 лет Вооружённых Сил СССР»
- Юбилейная медаль «70 лет Вооружённых Сил СССР»
- Медаль «В память 1500-летия Киева»
- Медаль «За безупречную службу» 1 степени

Иностранные награды
- 2 ордена и 10 медалей иностранных государств, в том числе:
  - Орден «За боевые заслуги» (Монголия)
  - Медаль «За укрепление братства по оружию» (Болгария)
  - Медаль «30 лет Халхин-Гольской Победы» (Монголия)
  - Медаль «30 лет Победы над милитаристской Японией» (Монголия)